# Fisoclistos
Grupo de peixes actinoptegídeos que na fase adulta não dispõe de um canal pneumático a ligar o sistema disgestivo à vesícula gasosa, ou seja este órgão é fechado. 
Os peixes que têm deste canal funcional na fase adulta são designados por fisóstomos.